# Frank Macfarlane Burnet
Frank Macfarlane Burnet, född 3 september 1899 i Traralgon i Victoria, död 31 augusti 1985 i Port Fairy i Victoria, var en australisk virolog. 
1952 tilldelades han Albert Lasker Basic Medical Research Award, 1957 invaldes han som utländsk ledamot av Kungliga Vetenskapsakademien och han fick 1960 tillsammans med Peter Medawar Nobelpriset i fysiologi eller medicin för sitt arbete om bakteriofager och virus.

## Bilder

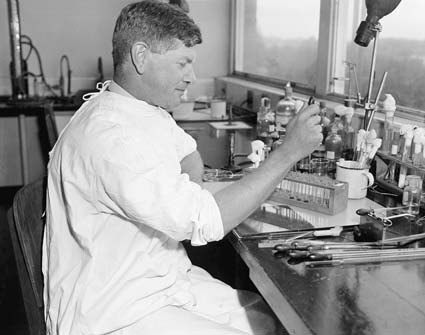
Frank Macfarlane Burnet
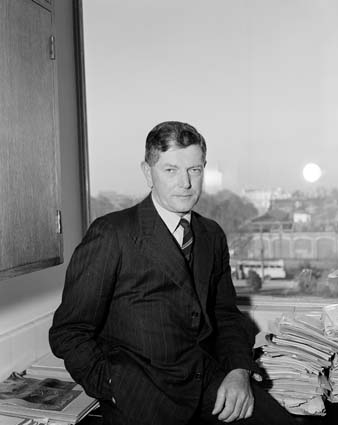
Burnet 1945

## Utmärkelser
- Fellow of the Royal Society,  1942[6]
- Royal Medal,  1947
- Croonian Medal and Lecture,  1950
- Knight Bachelor,  1 januari 1951[7]
- Emil-von-Behring-Preis,  1952
- Albert Lasker Basic Medical Research Award,  1952[8]
- Fellow of the Australian Academy of Science,  1953[9]
- Drottning Elizabeth II:s  kröningsmedalj,  1953
- James Cook-medaljen,  1954[10]
- Æresdoktor ved universitetet i New Zealand,  1957[11]
- Förtjänstorden,  12 juni 1958[12]
- Matthew Flinders Medal and Lecture,  1959[13]
- Copleymedaljen,  1959[14]
- Nobelpriset i fysiologi eller medicin, med  Peter Medawar,  1960[15][16][12]
- Honorary Fellow of the Royal Society Te Apārangi[17]
- Australian of the Year,  1960
- Uppgående solens orden,  1961
- Mueller-medaljen,  1962
- Honorary Fellow of the Royal College of Surgeons,  1969[18]
- Kommendör av 1 klass av Brittiska imperieorden,  1 januari 1969[19]
- Drottning Elizabeth II:s silverjubileumsmedalj,  1977
- Riddare av Australienorden,  26 januari 1978[20]

[Redigera Wikidata]